# 土星探測
土星探測是指人類透過發射太空探測器對土星及其衛星、環系等進行科學研究的活動。作為類木行星，土星缺乏固體表面，因此探測任務主要集中於軌道觀測、大氣層分析及衛星探測。  
人類對土星的探測始於1979年9月，先鋒11號成功飛掠土星，成為首個近距離探測該行星的探測器。此次任務不僅拍攝了土星的低解析度影像，還發現了F環，並確認土星環縫隙並非完全空無一物。隨後，航海家1號（1980年）和航海家2號（1981年）進一步提供了土星系統的高解析度影像，並揭示了土星衛星的多樣性地質特徵。  
2004年，卡西尼-惠更斯號進入土星軌道，成為首個環繞土星運行的探測器，並展開長達13年的深入探測。該任務由美國太空總署（NASA）、歐洲太空總署（ESA）及意大利太空總署（ASI）合作執行，包含軌道器「卡西尼號」和登陸器「惠更斯號」。惠更斯號於2005年成功登陸土衛六（泰坦），成為首個在外太陽系天體着陸的探測器，並揭示了該衛星的甲烷循環及複雜有機化學環境。卡西尼號則發現土衛二（恩克拉多斯）的冰噴泉及地下海洋，使其成為外星生命研究的重要目標。  
2017年9月15日，卡西尼號執行「終章任務」，主動墜入土星大氣層焚毀，以避免污染可能孕育生命的衛星，標誌着人類對土星系統最全面的探測任務圓滿結束。目前，尚未有新的土星探測計劃獲批，但科學界持續關注未來可能的任務，如「土衛六-土星系統任務」（Titan Saturn System Mission）。

## 飛越任務

### 先鋒11號

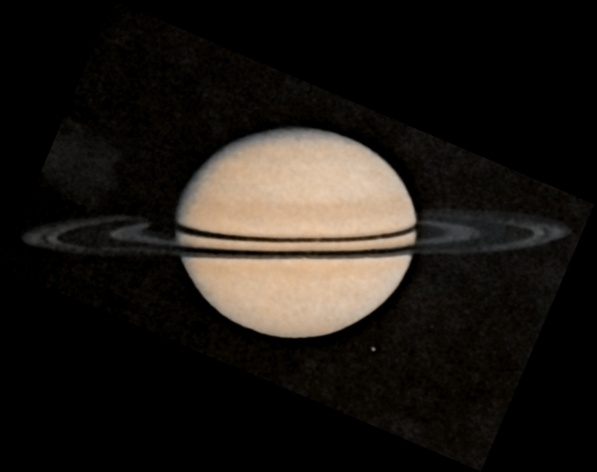
先鋒11號所攝得的土星照片

先鋒11號是人類首次進行的土星探測任務，它於1979年9月接近土星，並從土星雲層頂端上方20,000公里的地區通過。先鋒11號也拍攝到土星與一些衛星的低解析照片，這些照片不足以分辨出表面的特徵。先鋒11號也研究了土星環，發現F環，也得知環帶中間的黑暗隙縫並非沒有任何物質存在的，當它朝向太陽時會發出光芒。先鋒11號也測出土衛六的表面溫度為250K。

### 航海家計畫

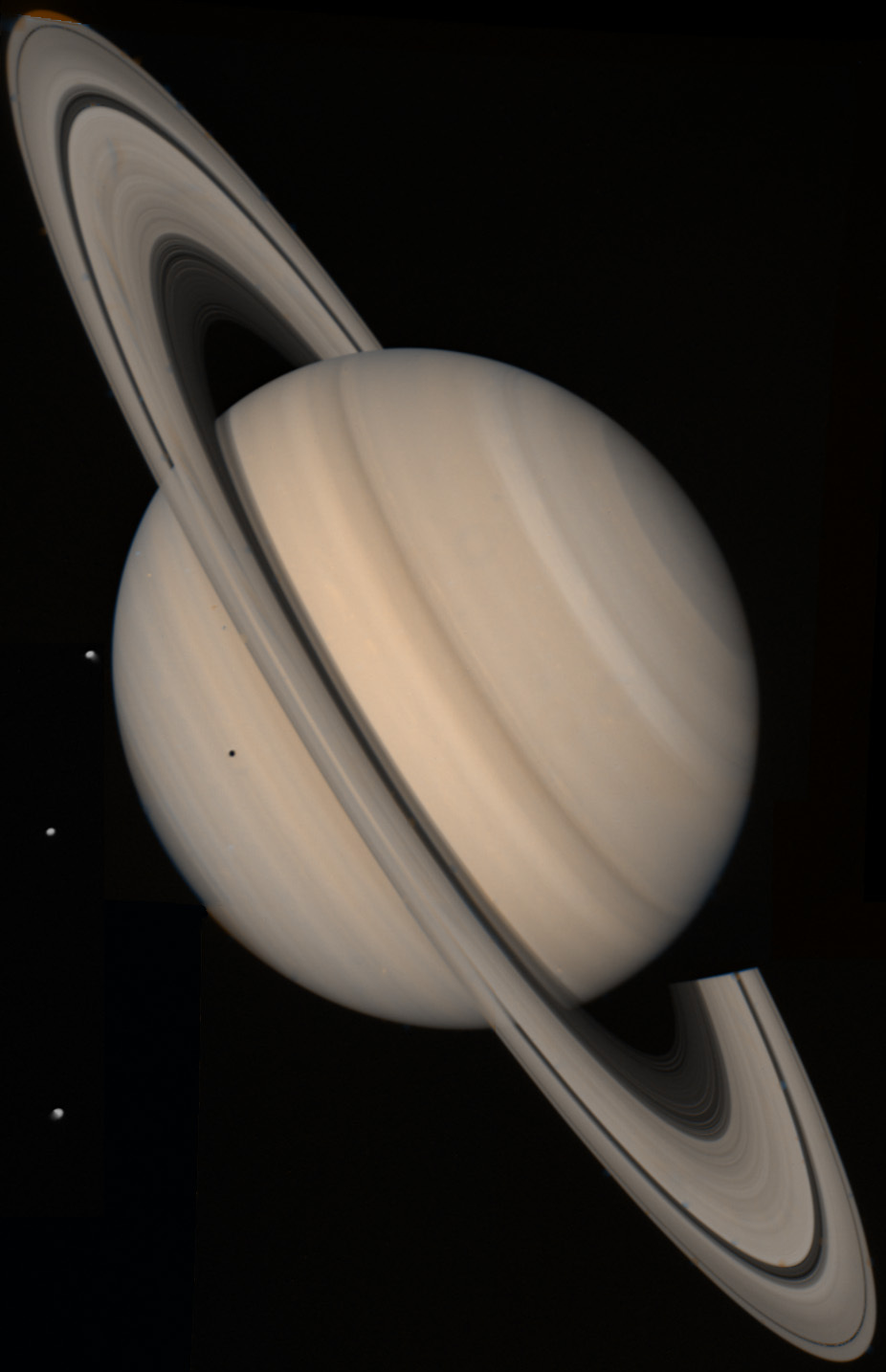
航海家2號所攝得的土星照片

航海家1號於1980年11月進入土星系統，並首次傳回土星、環帶與衛星的高解析照片。人類也首次見到這些衛星多變化的表面特徵。因為早期的探測發現土衛六擁有濃厚的大氣層，所以噴氣推進實驗室選擇由航海家1號來接近土衛六。這也大幅增加人類對於土衛六大氣層的認識，但也證實它的大氣層是可見光無法穿過的，所以無法研究表面狀況。這次探測也改變航海家1號的軌道，並讓它因此離開太陽系。
幾乎在航海家1號抵達土星的一年後，航海家2號也在1981年8月抵達土星進行探測。更多衛星表面的細節被發現，也得知環帶變化的過程。航海家2號使用雷達來探測土星大氣層的溫度與密度，並發現在壓力7,000帕斯卡的地區，溫度為攝氏−203度；而在120,000帕斯卡的地區，溫度為攝氏−130度。北極地區的溫度低10度，雖然這可能是季節性的。不幸的是，航海家2號在探測期間照相機平台發生故障，所以造成一些環帶照片遺失。土星的重力也讓航海家2號可以前往天王星。。
航海家2號也在環帶附近與內側發現一些新的衛星，也發現馬克士威縫與科倫坡縫的存在。

## 環繞軌道任務

### 卡西尼號

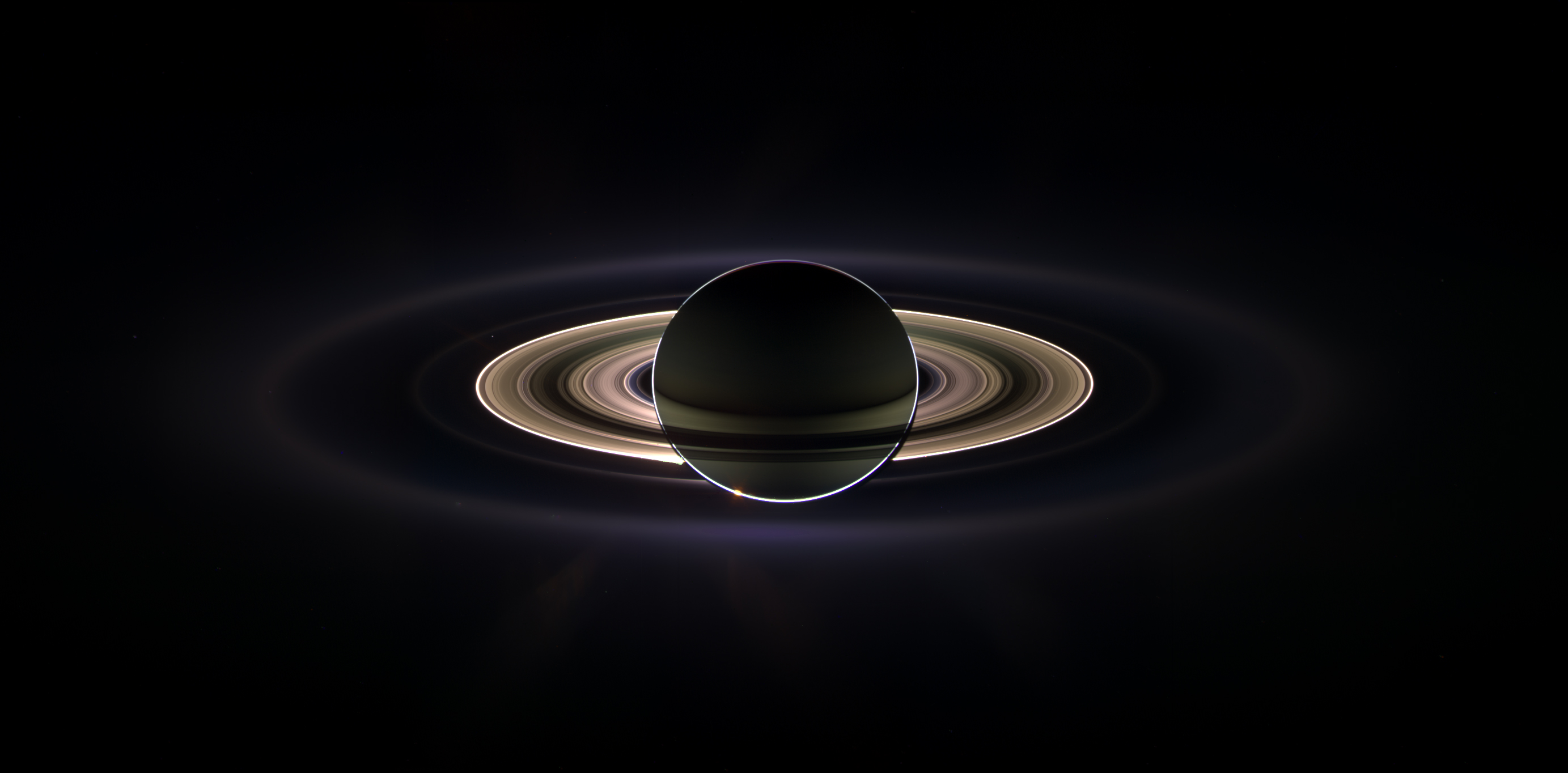
土星遮掩太陽的照片，由卡西尼號所攝。

卡西尼號在2004年7月1日正式進入土星軌道，不過在進入土星軌道之前，它已經廣泛的研究過土星系統。卡西尼號在6月時掠過土衛九，並傳回高解析度的影像與資訊。
卡西尼號在2004年12月25日釋放惠更斯號之前完成2次飛越土衛六的任務，而惠更斯探測器則在2005年1月14日降落在土衛六上，並傳回降落途中探測到的大氣層與地表的資料。在2005年間，卡西尼號多次探測土衛六與其他冰凍衛星。
美國太空總署在2006年3月10日宣布，卡西尼號發現土衛二擁有間歇泉噴發的證據，顯示它存在著液態水。
2006年9月20日，卡西尼號傳回的照片顯示一個先前未被發現的環帶，位於明亮的主環帶外側與E及G環的內側。
卡西尼號也在2006年7月發現土衛六的北極存在碳化氫湖泊的證據，並在2007年1月得到證實。2007年3月，土衛六北極的其他照片顯示土衛六擁有一個巨大的碳化氫「海洋」，大約與裡海一樣大。
卡西尼號在2004年發現並證實4顆新的衛星，並在2008年7月完成主要任務，並環繞土星74次之多。之後，它進行延長任務。
在2017年9月，卡西尼－惠更斯號衝入土星大氣層燒毀殆盡，標誌着長達13年的土星探測任務完滿結束。

## 未來的探測計畫

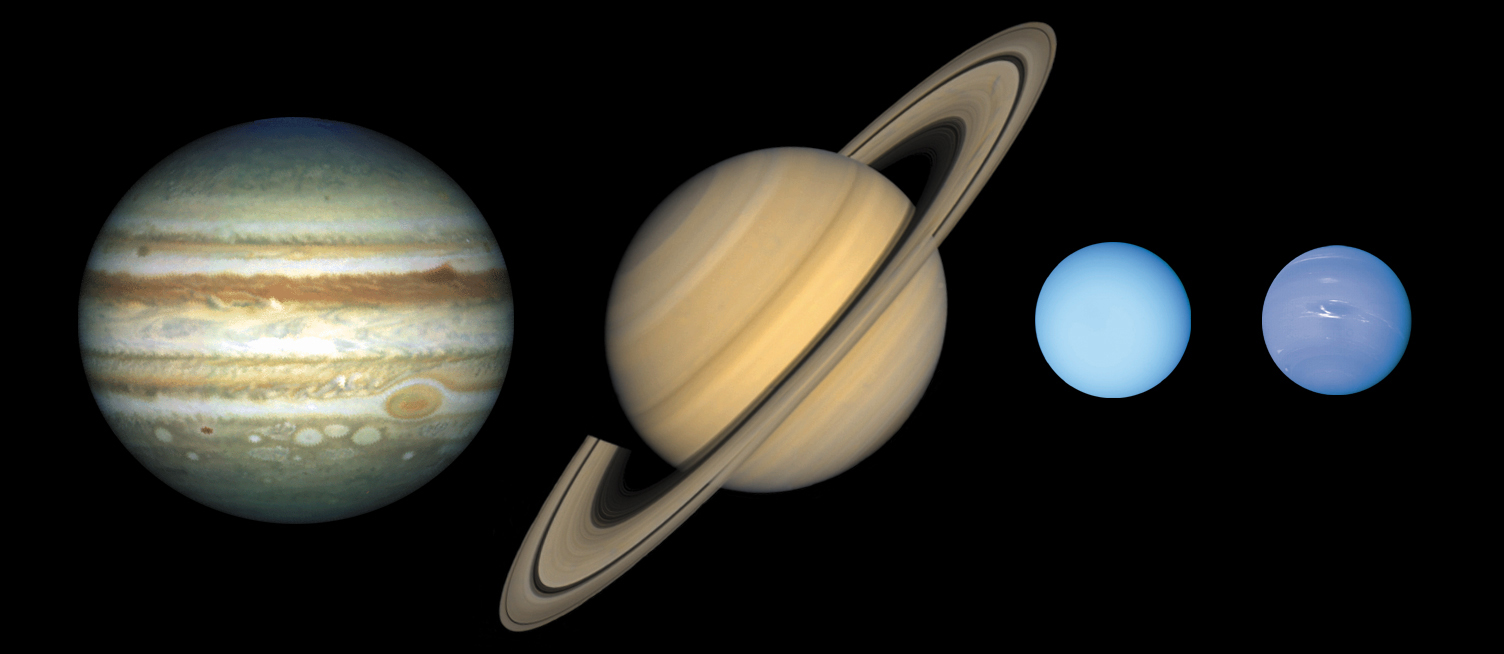
到土星的任務面對從其他太陽系天體的任務的競爭

土衛六－土星系統任務（Titan Saturn System Mission）是由美國太空總署與歐洲太空總署所合作的計畫，預備探測土星及土衛六等衛星。土衛六與土衛二在卡西尼號探測任務中顯露許多複雜的活動與現象。木衛二－木星系統任務（Europa Jupiter System Mission）目前正與土衛六－土星系統任務互相競爭資金。美國太空總署與歐洲太空總署
在2009年2月宣布木衛二－木星系統任務將會優先進行，不過土衛六－土星系統任務仍然會繼續進行。土衛六－土星系統任務是由歐洲太空總署的土衛六－土衛二任務（Titan and Enceladus Mission）與美國太空總署土衛六2007年探測任務（Titan Explorer 2007）所合併產生的新任務。

## 外部連結
- NASA's Cassini mission to Saturn